# Berwick (Nouvelle-Écosse)
Pour les articles homonymes, voir Berwick.
Berwick est une ville canadienne située dans le comté de Kings en Nouvelle-Écosse.  La ville est située dans la partie est de la vallée d'Annapolis sur la rivière Cornwallis. Le site de la ville s'étend au sud de la rivière et de la sortie 15 de l'autoroute 101 à l'autoroute 1.

## Démographie
| 2001  | 2006  | 2011  | 2016  |
| ----- | ----- | ----- | ----- |
| 2 282 | 2 454 | 2 454 | 2 509 |